# Osso escafoide
O escafoide (pré-AO 1990: escafóide) é um dos oito ossos que formam o carpo. Seu nome origina-se do grego e significa semelhante ou com forma de um barco ("escafo" = barco + "oide" = semelhança).  É classificado como um osso curto e localiza-se lateralmente em relação aos outros ossos do carpo.
No carpo, a fratura do escafoide é a lesão óssea mais frequente, presente em cerca de 60% das fraturas desta região da mão. Esta incidência chegou a 78,8% das fraturas de ossos do carpo em coletânea de publicações encontradas por Amadio & Moran, em um total de 6390 fraturas dos ossos do carpo descritas.

## Fraturas
A fratura do escafoide ocorre na maioria das vezes em acidentes com a mão dorsifletida, como em quedas ao solo com a mão espalmada ou por golpes de objetos pesados nesta posição, como por exemplo em goleiros no futebol de salão. Sua principal complicação é a necrose avascular.

## Aspectos Vasculares
A  circulação interna do escafoide é do tipo recorrente, ou seja, os vaso penetram o escafoide na sua parte dorsal e distal, destes locais correm por dentro do osso no sentido distal para proximal. Nas fraturas do polo proximal do osso, devido à sua anatomia circulatória peculiar, a ocorrência de necrose avascular é maior. A necrose óssea, quando ocorre, é um fator adicional importante para que não ocorra a consolidação deste osso.